# Paul Gleason
Paul Gleason (4. maj 1939 - 27. maj 2006) var en amerikansk skuespiller. Han var kendt fra film som Bossen og bumsen fra (1983), The Breakfast Club fra (1985), og Die Hard fra (1988).